# Dobrna (Slovenië)
Dobrna (Duits: Neuhaus of Bad Neuhaus) is een gemeente in de Sloveense regio Savinjska en telt 2083 inwoners (2002). Dobrna werd zelfstandig in 1998, voorheen maakte het deel uit van gemeente Celje.

## Plaatsen in de gemeente
Brdce nad Dobrno, Dobrna, Klanc, Loka pri Dobrni, Lokovina, Parož, Pristova, Strmec nad Dobrno, Vinska Gorica, Vrba, Zavrh nad Dobrno
Bistrica ob Sotli · Braslovče · Celje · Dobje · Dobrna · Gornji Grad · Kozje · Laško · Ljubno · Luče · Mozirje · Nazarje · Podčetrtek · Polzela · Prebold · Radeče · Rečica ob Savinji · Rogaška Slatina · Rogatec · Šentjur pri Celju · Slovenske Konjice · Šmarje pri Jelšah · Šmartno ob Paki · Solčava · Šoštanj · Štore · Tabor · Velenje · Vitanje · Vojnik · Vransko · Žalec · Zreče
1. ↑  "Prebivalstvo po starosti in spolu, občine, Slovenija, polletno". Statistični urad Republike Slovenije. Geraadpleegd op 18 april 2021.